# Liste der Fahnenträger der malawischen Mannschaften bei Olympischen Spielen
Die Liste der Fahnenträger der malawischen Mannschaften bei Olympischen Spielen listet chronologisch alle Fahnenträger malawischen Mannschaften bei den Eröffnungs- (EF) und Abschlussfeiern (AF) Olympischer Spiele auf.

## Liste der Fahnenträger
| Mannschaft             | Veranstaltung | Fahnenträger (EF) | Fahnenträger (AF) |
| ---------------------- | ------------- | ----------------- | ----------------- |
| 1972 in München        | Sommerspiele  | Martin Matupi     |                   |
| 1984 in Los Angeles    | Sommerspiele  | Fletcher Kapito   |                   |
| 1988 in Seoul          | Sommerspiele  | George Mambosasa  |                   |
| 1992 in Barcelona      | Sommerspiele  |                   |                   |
| 1996 in Atlanta        | Sommerspiele  | John Mwathiwa     |                   |
| 2000 in Sydney         | Sommerspiele  | Francis Munthali  |                   |
| 2004 in Athen          | Sommerspiele  | Kondwani Chiwina  | Yona Walesi       |
| 2008 in Peking         | Sommerspiele  | Charlton Nyirenda | Lucia Chandamale  |
| 2012 in London         | Sommerspiele  | Mike Tebulo       | Mike Tebulo       |
| 2016 in Rio de Janeiro | Sommerspiele  | Kefasi Chitsala   | Kefasi Chitsala   |
| 2020 in Tokio          | Sommerspiele  | Jessica Makwenda  | Volunteer         |
| 2020 in Tokio          | Sommerspiele  | Areneo David      | Volunteer         |
| 2024 in Paris          | Sommerspiele  | Asimenye Simwaka  | Volunteer         |
| 2024 in Paris          | Sommerspiele  | Filipe Gomes      | Volunteer         |

Anmerkung: (EF) = Eröffnungsfeier, (AF) = Abschlussfeier

## Statistik
| Rang    | Sportart       | EF | AF | ∑  |
| ------- | -------------- | -- | -- | -- |
| 1       | Leichtathletik | 8  | 3  | 11 |
| 2       | Schwimmen      | 3  | 1  | 4  |
| 3       | Volunteer      | 0  | 2  | 2  |
| 4       | Bogenschießen  | 1  | 0  | 1  |
| 4       | Boxen          | 1  | 0  | 1  |
| Gesamt: | Gesamt:        | 13 | 6  | 19 |

| Rang                   | Sportart | EF | AF | ∑ |
| ---------------------- | -------- | -- | -- | - |
| bisher keine Teilnahme |          |    |    |   |
| Gesamt:                | Gesamt:  | 0  | 0  | 0 |

| Rang    | Sportart       | EF | AF | ∑  |
| ------- | -------------- | -- | -- | -- |
| 1       | Leichtathletik | 8  | 3  | 11 |
| 2       | Schwimmen      | 3  | 1  | 4  |
| 3       | Volunteer      | 0  | 2  | 2  |
| 4       | Bogenschießen  | 1  | 0  | 1  |
| 4       | Boxen          | 1  | 0  | 1  |
| Gesamt: | Gesamt:        | 13 | 6  | 19 |